# Nuit et Brouillard (chanson)
Pour les articles homonymes, voir Nuit et brouillard (homonymie).
Pistes de Nuit et Brouillard
À Brassens
Nuit et Brouillard est une chanson de Jean Ferrat sur les camps de concentration nazis. Elle est sortie en décembre 1963 sur l'album du même nom chez Barclay. Jean Ferrat en est l'auteur-compositeur-interprète. 

## Thème
Commémorant les victimes des camps de concentration nazis de la Seconde Guerre mondiale, Nuit et brouillard évoque également pour Jean Ferrat un drame personnel et douloureux, la disparition de son père, juif émigré de Russie en 1905 naturalisé français,, arrêté puis séquestré au camp de Drancy par les autorités allemandes, avant d'être déporté (le 30 septembre 1942) à Auschwitz, où il meurt le mois suivant,. Jean Ferrat avait alors 12 ans. Sa chanson rend hommage à toutes les victimes de ces déportations et dénonce leurs exterminations dans les camps de la mort.
Le titre fait référence à l'expression allemande Nacht und Nebel (Nuit et brouillard), nom de code des « directives sur la poursuite pour infractions contre le Reich ou contre les forces d’occupation dans les territoires occupés ». Elles sont l'application d'un décret du 7 décembre 1941 signé par le maréchal Keitel et ordonnant la déportation de tous les ennemis ou opposants du Troisième Reich.

## Réception de la chanson
L'heure étant à la réconciliation avec l'Allemagne, la chanson n'est pas diffusée à la radio et à la télévision où, sous l'influence directe de l'Élysée, elle fut fortement « déconseillée » par Robert Bordaz, directeur de l'ORTF. Elle passe tout de même un dimanche à midi sur la première chaîne, dans l'émission Discorama de Denise Glaser. Le succès suit, et Jean Ferrat reçoit pour cette chanson, le grand prix du disque de l'Académie Charles-Cros en 1963,.

## Une polémique lancée par le directeur de la rédaction deL'Arche
En 2005, dans un entretien accordé à la revue Nouvelles d’Arménie Magazine, le directeur de la rédaction de la revue L’Arche, Meïr Waintrater, observe que dans les paroles de la chanson l'identité juive des victimes n'est pas affirmée, et ajoute : « Pourtant, je me souviens que j’étais à l’époque très content de cette chanson et [que] ma génération l’a accueillie avec soulagement. ». Meïr Waintrater ayant affirmé à la fin de l'interview qu'aujourd'hui « un tel texte serait attaqué pour négationnisme implicite » ; Jean Ferrat lui répond dans une lettre ouverte qu'il se « demande par quelle dérive de la pensée on peut en arriver là, et si [ces] propos ne relèvent pas simplement de la psychiatrie. ». Il en profite cependant pour regretter « de n’avoir pas cité les autres victimes innocentes des nazis, les handicapés, les homosexuels et les Tziganes », entérinant donc l'idée que « Samuel » et « Jéhovah » désignent bien les victimes juives de la déportation.
Meïr Waintrater maintiendra sa position dans plusieurs publications référencées sur son blog, déclarant toutefois qu'il n'a jamais voulu accuser Jean Ferrat d'antisémitisme.

## Reprises
Le titre a été plusieurs fois repris : 
- Isabelle Aubret chante le titre sur son disque de reprises de Ferrat, C'est beau la vie ;
- Marc Ogeret le chante sur scène dans son spectacle Témoignage et sur le disque Chante la résistance ;
- Enrico Macias le chante sur scène et sur le disque live Olympia 2003 ;
- Hubert-Félix Thiéfaine le chante en 2015 sur le disque hommage à Ferrat Des Airs de Liberté ;
- Renaud le reprend en 2022 sur son album Métèque.